# Thỏ núi lửa
Thỏ núi lửa (danh pháp hai phần: Romerolagus diazi) là một loài động vật có vú trong họ Leporidae, bộ Thỏ. Loài này được Ferrari-Pérez mô tả năm 1893.

## Hình ảnh

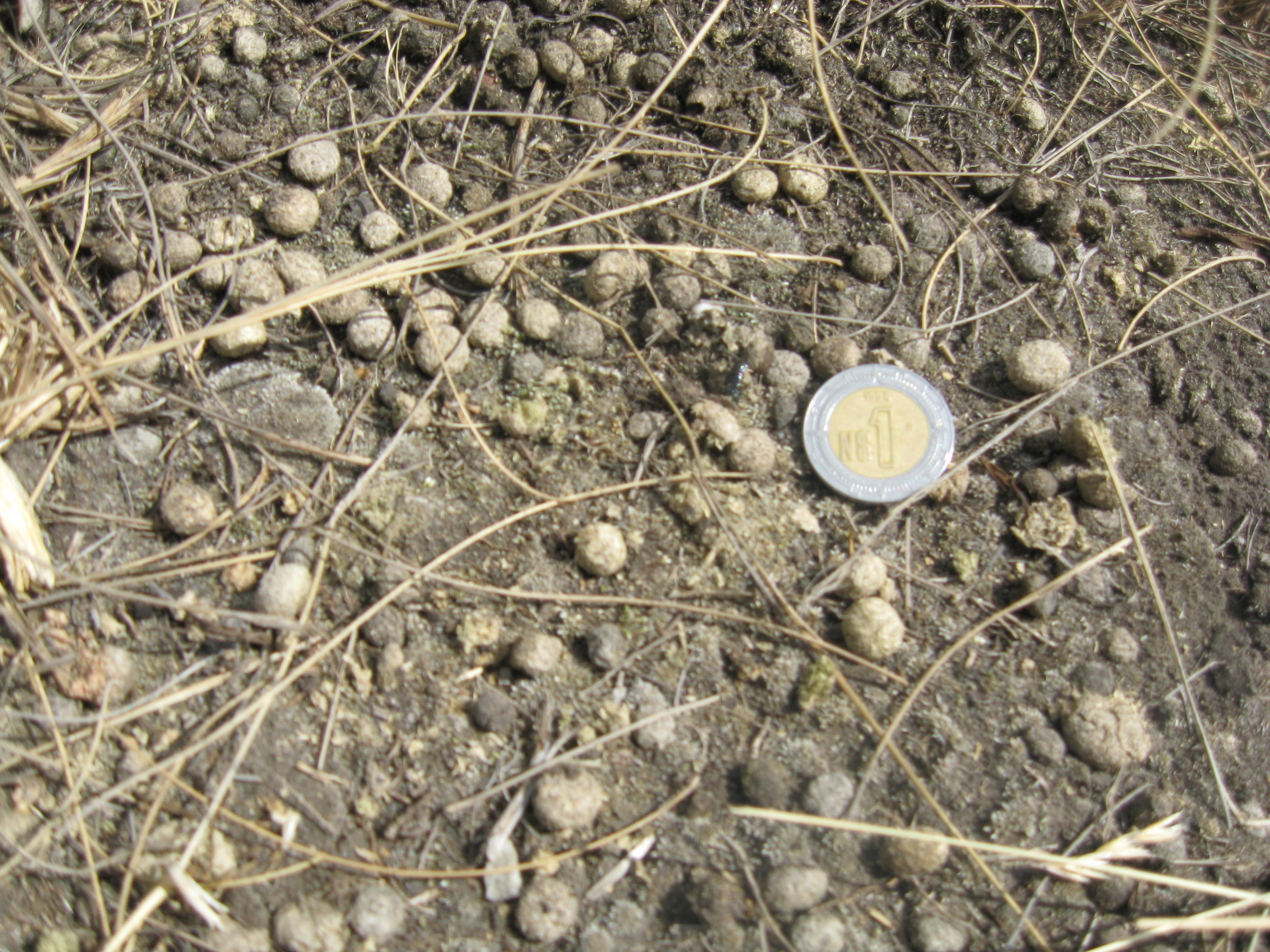